# Stanisław Piotrowski (dyrektor)
Stanisław Piotrowski (ur. 20 października 1925 w Rozdole k. Lwowa, zm. 1 października 1986 w Warszawie) – dyrektor teatrów w Łodzi i Warszawie.

## Życiorys
Od 1945 był związanymi z teatrami łódzkimi. Początkowo pracował w Teatrze Wojska Polskiego w Łodzi, następnie w Teatrze im. Stefana Jaracza. Następnie był wicedyrektorem, a w latach 1959–1965 dyrektorem Teatru Powszechnego w Łodzi. W 1965–1967 był dyrektorem Opery Łódzkiej, zostając, w latach 1967–1974 pierwszym dyrektorem Teatru Wielkiego w Łodzi. Od 1974 był pracownikiem Telewizji Polskiej w Warszawie oraz dyrektorem Teatru Kwadrat (1974–1980).
Został pochowany na Cmentarzu Wilanowskim w Warszawie.

## Odznaczenia
- Krzyż Oficerski Orderu Odrodzenia Polski[3][7]